# Maves
Maves és un municipi francès, situat al departament del Loir i Cher i a la regió de Centre – Vall del Loira. L'any 2007 tenia 590 habitants.

## Demografia

### Població
El 2007 la població de fet de Maves era de 590 persones. Hi havia 220 famílies, de les quals 56 eren unipersonals (32 homes vivint sols i 24 dones vivint soles), 72 parelles sense fills, 80 parelles amb fills i 12 famílies monoparentals amb fills.
La població ha evolucionat segons el següent gràfic:
Habitants censats

### Habitatges
El 2007 hi havia 274 habitatges, 233 eren l'habitatge principal de la família, 24 eren segones residències i 17 estaven desocupats. 270 eren cases i 4 eren apartaments. Dels 233 habitatges principals, 204 estaven ocupats pels seus propietaris, 23 estaven llogats i ocupats pels llogaters i 6 estaven cedits a títol gratuït; 1 tenia una cambra, 7 en tenien dues, 30 en tenien tres, 60 en tenien quatre i 134 en tenien cinc o més. 190 habitatges disposaven pel capbaix d'una plaça de pàrquing. A 89 habitatges hi havia un automòbil i a 131 n'hi havia dos o més.

### Piràmide de població
La piràmide de població per edats i sexe el 2009 era:
| Homes | Edats   | Dones |
| ----- | ------- | ----- |
| 0     | 95 o +  | 0     |
| 4     | 90 a 94 | 0     |
| 0     | 85 a 89 | 4     |
| 4     | 80 a 84 | 4     |
| 12    | 75 a 79 | 8     |
| 12    | 70 a 74 | 16    |
| 8     | 65 a 69 | 20    |
| 20    | 60 a 64 | 12    |
| 20    | 55 a 59 | 8     |
| 40    | 50 a 54 | 40    |
| 32    | 45 a 49 | 16    |
| 8     | 40 a 44 | 12    |
| 20    | 35 a 39 | 32    |
| 28    | 30 a 34 | 16    |
| 8     | 25 a 29 | 4     |
| 8     | 20 a 24 | 8     |
| 16    | 15 a 19 | 24    |
| 16    | 10 a 14 | 20    |
| 28    | 5 a 9   | 20    |
| 20    | 0 a 4   | 16    |

## Economia
El 2007 la població en edat de treballar era de 371 persones, 302 eren actives i 69 eren inactives. De les 302 persones actives 285 estaven ocupades (154 homes i 131 dones) i 17 estaven aturades (11 homes i 6 dones). De les 69 persones inactives 21 estaven jubilades, 29 estaven estudiant i 19 estaven classificades com a «altres inactius».

### Ingressos
El 2009 a Maves hi havia 242 unitats fiscals que integraven 681,5 persones, la mediana anual d'ingressos fiscals per persona era de 17.631 €.

### Activitats econòmiques
Dels 17 establiments que hi havia el 2007, 1 era d'una empresa extractiva, 1 d'una empresa de fabricació d'altres productes industrials, 3 d'empreses de construcció, 4 d'empreses de comerç i reparació d'automòbils, 3 d'empreses de transport, 1 d'una empresa d'informació i comunicació, 1 d'una empresa de serveis, 1 d'una entitat de l'administració pública i 2 d'empreses classificades com a «altres activitats de serveis».
Dels 3 establiments de servei als particulars que hi havia el 2009, 1 era un guixaire pintor, 1 lampisteria i 1 electricista.
L'únic establiment comercial que hi havia el 2009 era una botiga de menys de 120 m².
L'any 2000 a Maves hi havia 28 explotacions agrícoles que ocupaven un total de 2.750 hectàrees.

## Equipaments sanitaris i escolars
El 2009 hi havia 1 escola maternal integrada dins d'un grup escolar amb les comunes properes formant una escola dispersa i 1 escola elemental integrada dins d'un grup escolar amb les comunes properes formant una escola dispersa.

## Poblacions més properes
El següent diagrama mostra les poblacions més properes.